# レタリング
レタリング（英: lettering）とは、本来は手で「文字を書く」という意味である。そこから、美しく読みやすい字にすることを表し、デザインされた文字を指す場合や、書体を選択することなど、広い範囲で使われている言葉である。広告や雑誌には様々な書体が使われており、どこでどのような文字を使うかによって、同じ文章でも印象が変わるため、主にデザイン業界では色や写真・イラストに続く大きな要素の一つとなっている。身近なところで言えば、テレビ番組や企業、商品パッケージのロゴに使われる文字もレタリングの一例と言える。

## フォントの種類

### 日本字
明朝体新聞の文章などで使われている、縦画が太く横画が細い、三角形のうろこを持つ日本で最も標準的な書体。かつて中国大陸にあった明朝に因む。縦画と横画の太さが視覚的に同じになるように設計された明朝体もある。筆を使ったような字になる。

ゴシック体縦横の線が視覚的に同じ太さに見えるように作られた書体。先端の丸いものは丸ゴシックと言う。明朝体とは違い、うろこがない。

楷書体日本における小学校・中学校・高校での教科書にて使われる書体である。

### ラテン字
ローマン体 (Roman-type)日本字の明朝体に当たる書体で、大きくオールド・ローマンとモダン・ローマンに分類される。
サンセリフ (Sans-serif)日本字のゴシック体に当たる書体で、「セリフ(うろこ)が無い」という意味。グロテスク・サンセリフ､リアリスト・サンセリフ､ジオメトリック・サンセリフ､ヒューマニスト・サンセリフの4つに分類される｡
スラブセリフ (Slab-serif)、またはエジプシャン (Egyptian)文字の上部と下部に分厚い板のようなもの（セリフ）を持つ安定的な書体。
スクリプト (Script)筆記体を活字にしたもの。原則として筆末が次の字の書き始めの部分へつながっていくように作られる。なお、アラビア文字やモンゴル文字は、筆記でも活字でも続け書きが原則であるため、はじめからスクリプトの特徴を持った文字といえる。
ゴシック (Gothic)日本字のゴシック体とは意味が異なり､ブラックレター(Blackletter)を指す｡クリスマスや結婚式の時などに好んで使われる書体。大文字に装飾が多いため、意図的な場合を除き、大文字だけを並べて使うことは無い。
ファンシー (Fancy)装飾的で変わったものは全てここに含まれる。文字の形を極端に変形させたものや、可愛らしく少女的にしたものなど。
さらに細かく分ける場合もあるが、書体の分類にはいくつかの方法があり、書籍によって記載にばらつきが見られる。
- ラテン字は、数字といくつかの記号を加えても文字数が多くないため、日本字よりフォントの制作が容易である。また、複雑な漢字に比べ、ラテン字は文字の装飾において融通が利きやすい（逆に、変わったデザインの書体を作ろうとすると、UとV、OとDといった類似文字がネックになる場合もある）。
- 大文字のI(アイ)と小文字のl(エル)と数字の1、また大文字のＯと数字の0など、大まかな字形のみでは区別しづらい文字は、字幅や高さ、装飾の違いで区別されることが多い（あるいは全く同じにしてしまう場合もある）。日本字では例えばソ(そ)とン(ん)､シ(し)とツ(つ)のバランス、片仮名のエ(え)、カ(か)、タ(た)、ニ(に)、ハ(は)、ロ(ろ)と漢字の工(コウ)、力(ちから)、夕(ゆう)、二(漢数字の2)、八(漢数字の8)、口(くち)の区別がそれにあたる。ただしへは、その1文字のみでは平仮名と片仮名を区別させる事は不可能である（その必要がない）。